# Geïmmortaliseerde cellijn

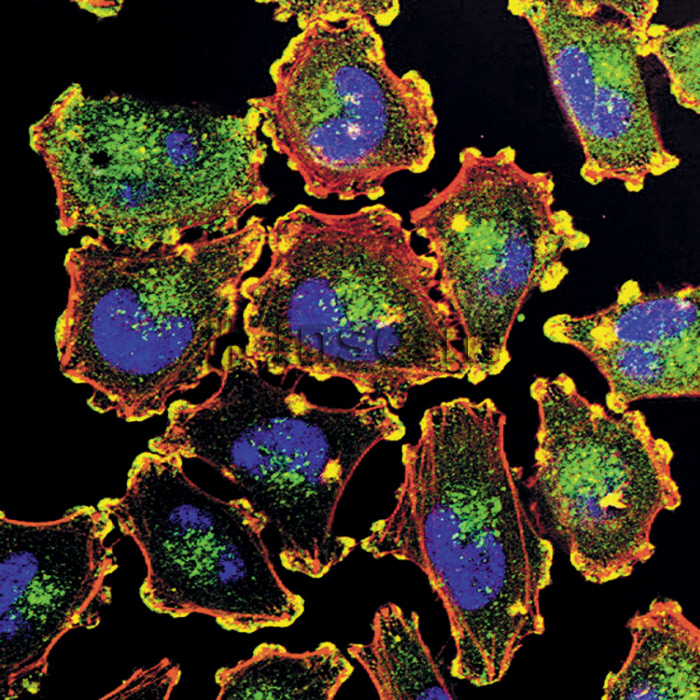
HEK 293-cellen gelabeld met fluorescente eiwitten, die verschillende onderdelen van de cellen zichtbaar maken

Een geïmmortaliseerde cellijn of onsterfelijke cellijn is een celcultuur die door genetische veranderingen het vermogen heeft gekregen om zich onbeperkt te blijven delen. In tegenstelling tot normale primaire cellen, die na een beperkt aantal delingen meestal stoppen met groeien, kunnen geïmmortaliseerde cellen in principe eindeloos doorgroeien. Dergelijke cellijnen worden veel gebruikt in laboratoriumonderzoek, omdat ze eenvoudig en over lange termijnen ingezet kunnen worden voor experimenten.
Cellijnen zijn van belang bij fundamenteel onderzoek naar celbiologie, signaaltransductie, kankerbiologie, virologie en de biochemische analyse van eiwitten of interacties. Bekende cellijnen zijn HeLa-cellen (afkomstig van een baarmoederhalskanker van Henrietta Lacks), HEK 293-cellen (humane embryonale niercellen) en Jurkat-cellen (T-cellen uit leukemie). Doordat deze cellijnen vaak afkomstig zijn van een specifiek celtype, kunnen ze als model dienen voor bepaalde biologische processen. 

## Techniek

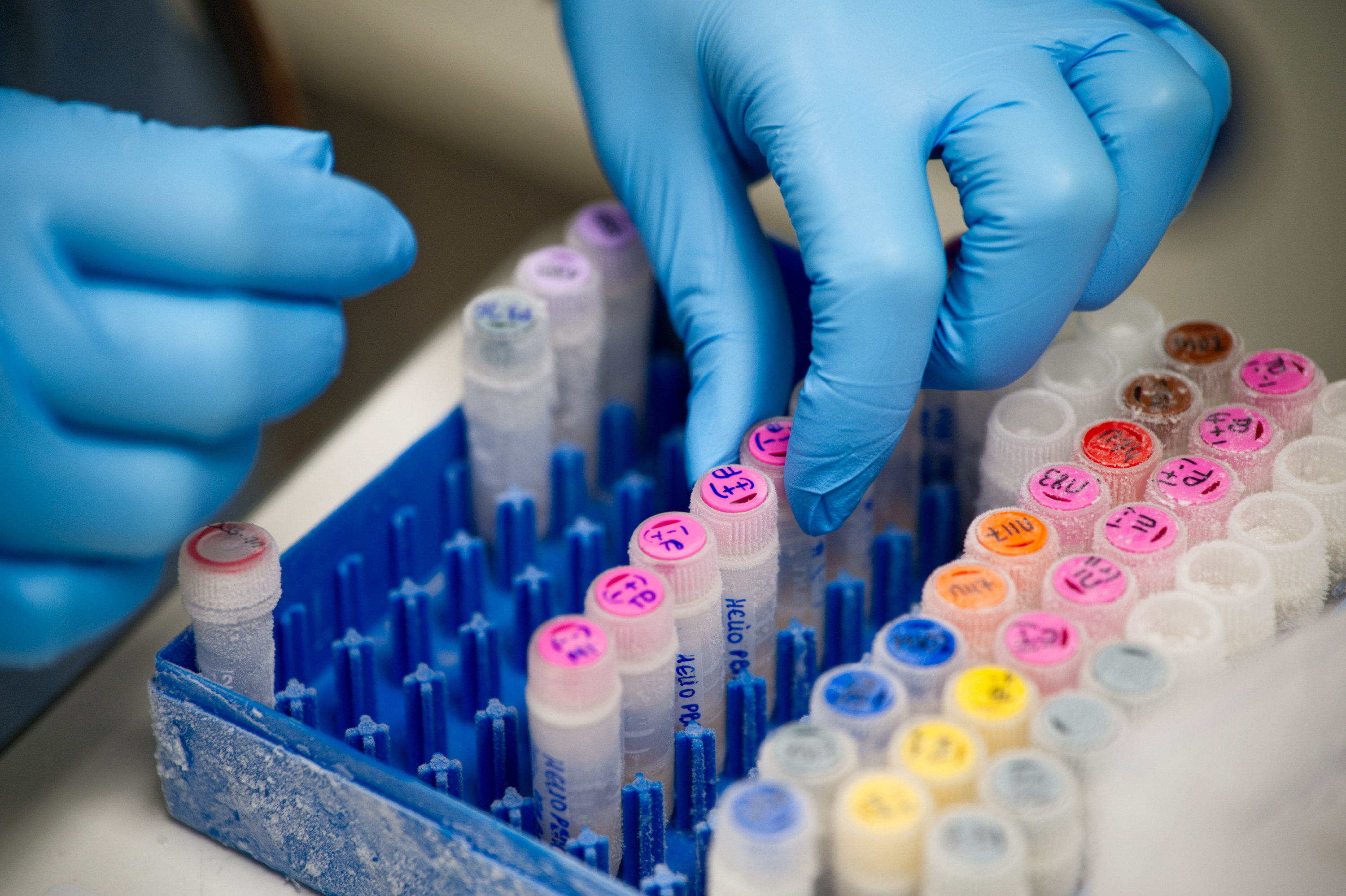
Cellijnen kunnen voor vele jaren worden opgeslagen in vriezers (–80°C)

Geïmmortaliseerde cellen zijn meestal van menselijke of dierlijke oorsprong. De cellen zijn genetisch veranderd waardoor de normale controlemechanismen van celdeling omzeilt worden. Deze veranderingen kunnen spontaan ontstaan door natuurlijke mutaties (bijvoorbeeld bij tumorcellen), maar worden vaak kunstmatig geïnduceerd door bijvoorbeeld het inbrengen van virale oncogenen (zoals SV40 T-antigeen), of kunstmatige expressie van telomerase. HEK-cellen zijn bijvoorbeeld gemaakt door embryonale niercellen te modificeren met een adenovirus.
Cellijnen worden wereldwijd in laboratoria in kweek gehouden en voor experimenten gebruikt. Ze kunnen voor lange termijn (vele jaren, zelfs decennia) worden opslagen in vloeibare stikstof (–196°C), en kunnen worden uitgewisseld tussen onderzoeksgroepen. Voor reproduceerbaarheid in onderzoek worden cellijnen vaak geïdentificeerd met catalogusnummers of andere unieke referenties.

### Voorbeelden
Het Amerikaanse Type Culture Collection (ATCC) heeft ruim 3600 cellijnen in beheer geregistreerd. De meeste geïmmortaliseerde cellijnen worden vernoemd naar het celtype waaruit ze afkomstig zijn of waar ze biologisch het meest op lijken. Enkele belangrijke cellijnen zijn:
- 3T3-cellen – een fibroblast-cellijn die is ontstaan door een spontane mutatie in gekweekt muizenembryoweefsel.
- A549-cellen – afkomstig van een longtumor van een kankerpatiënt
- HeLa-cellen – een veelgebruikte menselijke cellijn geïsoleerd van een Henrietta Lacks-patiënt met baarmoederhalskanker
- HEK 293-cellen – afkomstig van menselijke foetale cellen
- Huh7-cellen – van hepatocyt afkomstige carcinoomcellijn
- Jurkat-cellen – een menselijke T-lymfocyten-cellijn geïsoleerd van een geval van leukemie
- OK-cellen – afkomstig van vrouwelijke niercellen van de Noord-Amerikaanse buidelrat
- Ptk2-cellen – afkomstig van epitheliale niercellen van de langneuspotoroe
- Vero-cellen – een nier-cellijn van een meerkat, ontstaan door spontane immortalisatie

## Beperkingen
Een belangrijk aandachtspunt bij het gebruik van geïmmortaliseerde cellijnen in wetenschappelijk onderzoek is dat ze in de loop der tijd genetisch en fenotypisch kunnen veranderen. Ze kunnen dan eigenschappen gaan vertonen die afwijken van hun oorspronkelijke celtype. Bij experimenteel werk worden cellijnen vaak zorgvuldig gevalideerd (bijvoorbeeld door expressie van markers te meten via flowcytometrie), en wordt erop toegezien dat de cellijn niet gecontamineerd raakt met bacteriën (mycoplasma), schimmels of andere cellijnen. De kweek moet volledig steriel – aseptisch – zijn, en wordt meestal regelmatig getest op infectie.